# Diecezja mińska
Diecezja mińska – diecezja rzymskokatolicka, wchodząca w skład metropolii mohylewskiej. Utworzona w 1798, zlikwidowana ukazem carskim 27 lipca 1869, w ramach represji po powstaniu styczniowym a administrację na jej terenie przejęli biskupi wileńscy. Przywrócona w 1917 przez papieża Benedykta XV. W 1925 z jej zachodniej części leżącej w granicach II Rzeczypospolitej utworzono diecezję pińską. W 1991 połączona z archidiecezją mohylewską w archidiecezję mińsko-mohylewską.

## Historia

### Diecezja mińska w latach 1798-1869
Diecezja mińska została utworzona na terenach dzisiejszej Białorusi, podległych w XIX wieku Cesarstwu Rosyjskiemu. Obejmowała obszar guberni mińskiej, graniczyła z diecezją wileńską, łucką, żytomierską i mohylewską. W ramach administracji kościelnej wchodziła w skład archidiecezji mohylewskiej. Jej obszar wynosił ponad 90 tys. km².
Diecezja mińska została utworzona w oparciu o sieć parafii uformowaną XIV–XVIII. Najsilniejszy jej rozwój przypadł na XVII stulecie, także wspólnota katolicka w guberni mińskiej w chwili powstania diecezji, była już grupą głęboko zakorzenioną w lokalnej społeczności.
W roku 1798 w granicach guberni mińskiej uformowano nową diecezję na ziemiach administrowanych dotąd przez katedrę wileńską (wraz z niewielkimi obszarami wyjętymi spod zarządu diecezji łuckiej i kijowskiej). Struktury diecezji mińskiej tworzyło w 1798 roku 10 dekanatów, 95 parafii, 61 filii, 120 kaplic, 36 klasztorów męskich i 5 żeńskich. Wraz z diecezją zostało także utworzone seminarium i kapituła. Pierwszym biskupem został Jakub Ignacy Dederko. Na katedrę przeznaczono kościół pojezuicki, który został odnowiony dzięki staraniom pierwszego biskupa. 
Po stłumieniu powstania listopadowego w 1832 roku władze carskie dokonały kasaty licznych klasztorów i zakonów w diecezji. W roku 1839 wprowadzono ograniczenia w budowanie nowych świątyń. Rok 1842 przyniósł ukaz o kasacie majątków kościelnych, skazując kler na urzędnicze pensje, wypłacane przez władzę cywilną, co tym silniej uzależniło księży i zakonników od państwa. W tymże 1842 roku, wraz z reformą administracyjną w Cesarstwie Rosyjskim, zmianie uległy granice diecezji. Dwa dekanaty, administrowane dotąd przez Mińsk, oddano pod kuratelę wileńską, w zamian otrzymano również dwa dekanaty, które zajmowały jednak mniejszy obszar. Nowe granice diecezji zatwierdził konkordat z roku 1847. Ostateczne sporządzenie wykazu parafii po reformie administracyjnej odwlekło się aż do roku 1855. Zmiany granic diecezji w 1842 roku powodowały zmniejszenie się administracji diecezjalnej, która od tej pory systematycznie kurczyła się, aż do ostatecznej likwidacji diecezji w roku 1869. Na skutek represji po powstaniu styczniowym zamknięto wiele kościołów, inne zamieniono na cerkwie. Znacznie spadła liczba parafii, a przeciętny jej obszar w końcowym okresie istnienia diecezji zwiększył się o ponad połowę w porównaniu do roku 1798. Okres po powstaniu styczniowym był schyłkowym dla diecezji. Została skasowana w roku 1869. Tereny, nad którymi sprawowała opiekę, włączono z powrotem do diecezji wileńskiej.

### Diecezja mińska w latach 1917-1991
W 1917 roku Benedykt XV przywrócił diecezję mińską, mianując jej ordynariuszem Zygmunta Łozińskiego. Po  pokoju ryskim zachodnia część diecezji znalazła się na terenie Polski, wschodnia – w sowieckiej Białorusi. W 1925 roku z polskiej części diecezji utworzono diecezję pińską, mianując ordynariuszem biskupa Łozińskiego. Administratorem diecezji był od 1926 roku Boleslas Sloskans, który w wyniku prześladowań musiał szybko opuścić teren diecezji. Odtąd działalność duszpasterska na terenie diecezji praktycznie zamarła. Dopiero w 1989 roku administratorem diecezji został Tadeusz Kondrusiewicz.

### Archidiecezja mińsko-mohylewska
Archidiecezja mińsko-mohylewska została erygowana w 1991 roku przez papieża Jana Pawła II. Obszar nowej archidiecezji początkowo pokrywał się z terytorium trzech obwodów Białorusi: mińskiego, mohylewskiego i witebskiego. W 1999 roku z archidiecezji wyłączono terytorium obwodu witebskiego, tworząc diecezję witebską.